# 分類械鬥
分類械鬥，是指不同族群間的武裝衝突。例如：閩粵械鬥、漳泉械鬥等種類。

## 各地情況

### 福建
- 三縣洲械鬥：福州府的閩縣、懷安縣、侯官縣三地縣民的衝突

### 台灣
- 原漢衝突：原住民與漢人移民的衝突
- 閩客械鬥：台灣漢人之間閩南人與客家人的衝突
- 泉漳械鬥：台灣閩南人之間泉州人與漳州人的衝突

### 廣東、香港
- 土客衝突：廣府人與客家人的衝突

### 江蘇
- 湖團案：江蘇銅山縣、沛县原居民與山東籍移民衝突。

### 四川
- 冤家械斗：彝族不同冤家家支间的冲突